# Le Marchand Kalachnikov
 (avril 2024).
Si vous disposez d'ouvrages ou d'articles de référence ou si vous connaissez des sites web de qualité traitant du thème abordé ici, merci de compléter l'article en donnant les références utiles à sa vérifiabilité et en les liant à la section « Notes et références ».
Le Marchand Kalachnikov est un opéra en trois actes du compositeur russe Anton Rubinstein, écrit sur un livret de Nikolai Kulikov, basé sur le poème Le Chant du marchand Kalachnikov de Mikhaïl Lermontov.

## Contexte
C'est à l'été 1877 qu'Anton Rubinstein décide de composer un nouvel opéra sur un poème de Lermontov, comme pour son précédent opéra Le Démon (1871). Il y travaille durant ses séjours à Peterhof jusqu'à son achèvement en mai 1879. 
Écrit à peu près en même temps que la Cinquième Symphonie du compositeur, il a été considéré comme une tentative de Rubinstein de se présenter comme un compositeur nationaliste russe, à l'instar des membres du groupe des cinq. Il présente de nombreux éléments en commun avec les opéras nationalistes russes qui l'ont précédé, notamment l'opéra La jeune fille de Pskov de Nikolaï Rimski-Korsakov et l'opéra L'Opritchnik de Tchaïkovski, qui se déroulent tous deux également à l'époque du tsar Ivan le Terrible. Le langage musical de l'opéra est sévère et dramatique. Il contient également des éléments typiques tels que des chants folkloriques, des danses de bouffons, des chants de moines et un chœur de louanges au tsar.  De nombreuses pages de l'opéra (la fête chez le Tsar, la danse des bouffons, le duo d'Alena et Kalachnikov, l'interrogatoire de Kalachnikov et sa réponse au Tsar, les chœurs, notamment « Gloire ») témoignent de la volonté du compositeur d'incarner l'esprit national russe.

## Distribution
- Stepan Paramonovich Kalachnikov, marchand ( baryton)
- Sergei Kiribeyevich, un oprichnik (ténor)
- Tsar Ivan IV de Russie ( basse)
- Alyona Dmitrievna, épouse de Kalachnikov ( soprano)
- Malyuta Skuratov ( baryton )
- Viazemski, un oprichnik ( ténor )
- Kolychev, un oprichnik ( basse )
- Nikita, le bouffon du tsar ( ténor )
- Solomonida, bourgeoise ( alto )
- Timofey Biryuk, ouvrier agricole de Kalachnikov ( basse )
- Siméon Kolchin, riche marchand ( basse )
- Sergei, le frère de Kalachnikov ( basse )
- Chœurs : citadins, gardes, boyards, hérauts, voisins, etc.

## Argument
L'action se déroule entre Alexandrovskaïa Sloboda et Moscou, sous le règne d' Ivan le Terrible, au XVIe siècle.

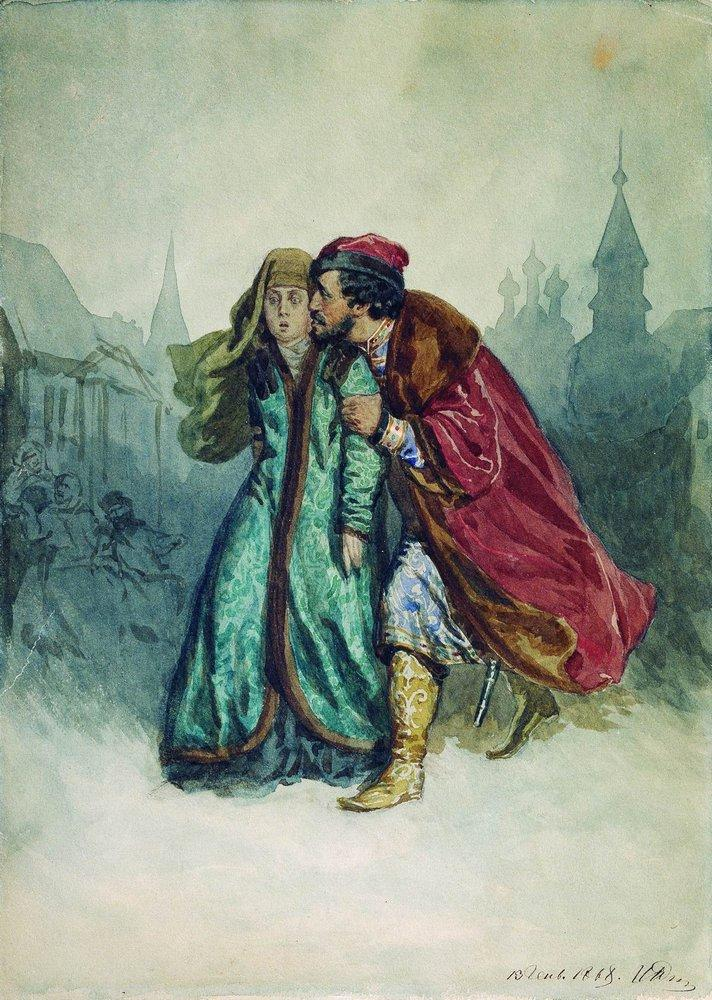
Le marchand Kalachnikov peint par Ilia Repine en 1868.

### Acte I
Les appartements royaux d’Aleksandrovskaya Sloboda. 
Les opritchniks se plaignent de devoir se comporter comme des moines et chanter des prières, alors qu'ils aimeraient s'amuser avec les filles, organiser des banquets et des réjouissances. L'homme de main du tsar, Skuratov, entre avec le bouffon Nikitka, qui divertit les oprichniki avec une chanson allégorique. Les oprichniks le menacent pour son audace, mais le bouffon est sauvé par Skuratov, qui annonce l'arrivée du tsar. Tout le monde prend des poses dévouées et soumises. Le tsar reçoit Efim, Sergueï et Kolchin, venus le supplier de rentrer à Moscou. En son absence, le tsar a délégué le gouvernement de la ville au frère de sa femme, le prince Mikhaïl, mais il est incapable de garder sous contrôle les oppresseurs du peuple. Quels oppresseurs ? demande le tsar. Vos oprichniks, répondent Efim et les autres suppliants. Le tsar prétend que ses oprichniks se consacrent à une vie de prière, mais il viendra à Moscou. Les suppliants partent et Ivan, entendant Kolychov tenir des discours séditieux, le fait arrêter pour être exécuté. Puis on lui sert du vin dans une coupe d'or ; Ivan boit et passe le verre aux autres opritchniks qui acclament le tsar. Seul Kiribeyevich ne boit pas. Lorsqu'Ivan l'interroge, Kiribeyevich avoue que la cause de sa tristesse est sa passion pour la belle Alena Dmitrievna. Le tsar offre à Kiribeyevich une bague précieuse et un collier de perles pour conquérir l'objet de ses désirs. Des musiciens et des danseurs entrent pour divertir les oprichniks, qui portent un toast à Kiribeyevich et à sa future femme.

### Acte II

#### Première scène
Une place du quartier Zamoskvorech de Moscou, le soir. 
Les gens s'apprêtent à entrer dans une église lorsqu'une bande d'oprichniks passe par là. Alena Dmitrievna vient d'une grande maison avec un manteau et un voile richement décorés. Elle se plaint du sort de ses filles et de ses épouses et s'alarme des attentions d'un jeune opritchnik qui la suit. Elle est rejointe par Solomonida, et ils sont sur le point d'aller aux vêpres lorsqu'ils sont dévalisés par Kiribeyevich et Gryazny. Horrifiée par les avances de Kiribeyevich, Alena lui apprend qu'elle est mariée et que ses enfants l'attendent. Cela n'a aucun effet, mais après une lutte, la femme parvient à se libérer, laissant son mouchoir et son voile à Kiribeyevich, qui jure qu'Alena sera à lui et se lance à sa poursuite. Solomonida calomnie Alena, la faisant paraître coupable aux yeux des voisins. L'émoi est interrompu par l'apparition de Kalachnikov, qui apprend l'incident qui vient de se produire. Profondément attristé, Kalachnikov rentre chez lui. Des rumeurs se répandent parmi la foule selon lesquelles le lendemain aura lieu un tournoi de lutte en présence du tsar.

#### Deuxième scène
Une pièce de la maison Kalachnikov. 
Le marchand exprime sa douleur et sa colère contre le séducteur de sa femme, puis entend frapper à la porte et suppose qu'il s'agit de ses frères, mais un instant plus tard, Alena entre dans un état désorganisé. Son mari l'accuse d'être la cause de son malheur. La femme nie et supplie son mari, affirmant que Nikitka l'a aidée à s'échapper, tandis que les oprichniks se heurtaient à la population sur la route d'Alexandrovskaïa Sloboda. Kalachnikov est enfin convaincue de l'innocence d'Alena et jure de se venger de l'homme qui l'a violée. Il sort pour voir arriver les enfants et ses frères, Efim et Sergei. Kalachnikov leur annonce qu'il participera le lendemain au tournoi de lutte pour défier l'oprichnik qui a déshonoré le nom de sa famille.

### Acte III
Un espace ouvert sur la Moskova gelée. Une foule animée s'est rassemblée pour assister au spectacle. Certains enfants se battent pour imiter le tournoi qui s'apprête à avoir lieu. De nouvelles échauffourées éclatent et un policier tente de rétablir l'ordre, tandis que la sonnerie des cloches annonce l'arrivée du tsar. Ivan arrive sur un magnifique traîneau doré précédé de hérauts, et la foule le salue. Le tsar est assis sur un tabouret spécialement préparé. Le fort Tatar Chelubey s'adresse à la foule, invitant tous ceux qui veulent se battre à ses côtés à se manifester. Nikitka et Timofey l'humilient tous deux avec ruse. Lassé de ce jeu, le Tsar ordonne à ses hérauts d'annoncer un véritable combat. Kiribeevich s'avance et s'incline devant Ivan, et lorsque les hérauts lancent le défi, Kalachnikov se fraye un chemin à travers la foule et s'incline devant le tsar. Les combattants prennent position et Kiribeyevich découvre qui est son adversaire. Dans le combat qui s'ensuit, Kiribeyevich est tué, contre la volonté du tsar qui avait interdit les combats à mort. Malgré les supplications d'Alena, le tsar ordonne l'exécution de Kalachnikov : où est sa peur de Dieu ? Où est sa peur du Tsar ? Interrogé par Ivan sur les raisons pour lesquelles il a tué Kiribeyevich, Kalachnikov déclare que c'est une affaire entre lui et Dieu seul et implore la miséricorde du tsar envers sa femme, ses enfants et ses frères. Cette dernière demande est accordée, mais Kalachnikov est conduit à la potence.

## Réception
L'opéra est créé le 22 février 1880 au Théâtre Mariinsky de Saint-Pétersbourg sous la direction de Karel Kucera et rejoué trois jours plus tard avec un certain succès, mais sur l'ordre d'Alexandre II, la censure bannit l'opéra, en effet le tsar n'apprécie pas le parallèle entre l'exécution de Kalachnikov et l'exécution du populiste Ippolit Mlodetsky qui avait tenté d'assassiner le 20 février 1880 Mikhail Loris-Melnikov tout juste nommé chef de la Commission exécutive suprême.
Le livret est ensuite traduit en allemand par Hermann Wolff en 1881.
En 1883 est envisagé de jouer l'opéra à Moscou, cependant, après plusieurs mois de négociations, Rubinstein refuse les coupures dans le livret qui lui sont demandées. Rubinstein répondit en effet : « Aucune coupure de Kalachnikov n'est envisageable ! J'aimerais moi-même beaucoup voir cet opéra joué à Moscou. »
En 1888, Alexandre III souhaitant que l'opéra soit relancé, la censure l'autorise enfin. La répétition générale a lieu le 10 janvier 1889. Le grand duc Constantin Constantinovitch, qui y assiste, écrit dans son journal : "J'ai vu cet opéra il y a longtemps. Je pense que c'était en 1979, la seule fois où il a été présenté. Depuis, c’est interdit. Il y a quelques années, on l'a répété à nouveau, et des doutes ont été exprimés quant à savoir s'il fallait le jouer. C'était curieux de voir l'opéra dans un théâtre presque vide. Les seules personnes admises à le voir étaient les artistes des Théâtres Impériaux et certains membres de l'aristocratie, aussi quelques loges étaient-elles occupées. L'Empereur lui-même et toute notre famille occupaient des places dans le parterre... La musique était belle. Mais l’impression qu’elle produisait était légèrement alarmante, voire douloureuse. Ces méchants - comme ils sont montrés dans l'opéra - commencent par prier, puis dansent et s'enivrent... Mon avis est qu'il serait préférable de ne pas autoriser l'opéra. Il ne serait pas juste que le gouvernement divertisse notre public avec ce genre de spectacle dans des moments comme ceux-ci, où l'on aspire à renverser tout ce qui, au cours des siècles, a été élevé sur un piédestal. C'est douloureux pour notre passé de voir sur scène un tsar méchant, et encore plus quand, à mon avis, la brutalité d'Ivan le Terrible a été exagérée dans ce pays. Mais l'opéra a été autorisé et il sera présenté mardi."
La nouvelle représentation a lieu le 13 janvier 1889 sous la baguette d'Edouard Napravnik. Mais une fois encore, la censure, religieuse cette fois, interdit l'opéra, le blasphème est constaté dans l'exposition de gardes enfilant des robes et parodiant de manière clownesque le sacerdoce. Le Comte Vladimir Lamsdorff écrit dans son journal : "L'Empereur dit que la répétition générale ne lui a pas fait une impression particulièrement vive, mais lorsqu'il est allé entendre une seconde fois cet opéra, cela l'a beaucoup agité et il lui a été impossible de permettre qu'il soit donné au public." Avant cette nouvelle interdiction, une catastrophique représentation avait eu lieu avec le compositeur comme chef d'orchestre, aboutissant à un décalage total entre l'orchestre et les chœurs, obligeant la fin prématurée de la représentation.
Par la suite, l'opéra fut joué à Tiflis (première le 15 novembre 1888), Hambourg (1891) ; Moscou, Association de l'Opéra privé de Moscou (création le 11 mars 1901, sous la direction de M. Ippolitov-Ivanov) ; Kazan (1901), Odessa (1902), Saratov (1903), Moscou, Association russe de l'opéra privé (1903), Opéra Zimin (1912). Parmi les productions de la période soviétique, on peut citer celle du Théâtre d'opéra et de ballet de Kuibyshev sous la direction de S. Bergoltz (1959).
Le critique musical Gerald Abraham a écrit : "Une grande partie [de la musique] est médiocre [et] incolore […] ; les mélodies à saveur russe relativement prononcée tendent parfois vers un lyrisme larmoyant ou sont fragilisées par une harmonisation routinière . […] Cependant, à cela s'ajoute beaucoup de musique belle, colorée et expressive."

## Discographie
Il existe un seul enregistrement d'extraits de l'opéra, d'une durée de 50 minutes, par l'orchestre de la Radio d'URSS dirigé par Onisim Bron enregistré vers 1950 pour Melodiya.